# Macbett
Macbett (franceză: Macbett) este o piesă de teatru absurd scrisă în limba franceză de Eugen Ionescu. Este o satiră a piesei Macbeth de William Shakespeare.  Piesa a fost compusă în anul 1972.   A fost pusă în scenă la 27 ianuarie 1972 de Jacques Mauclair, la Théâtre de l'Alliance française.